# Parlamento de Paris
O Parlamento de Paris é uma instituição francesa do Antigo Regime. Ele faz parte dos tribunais soberanos, renomeados tribunais superiores a partir de 1661 (o início do reinado pessoal de Luís XIV). É uma das instituições mais importantes e menos conhecidas da antiga monarquia.
Resultante da Curia regis medieval, a Curia in Parlamento se destacou no meio do século XIII e conseguiu progressivamente sua própria autonomia para julgar os litígios como um órgão especializado para reuniões regulares, o Parlamento, que São Luís estabeleceu na Île de la Cité, ao lado do Palais de la Cité, e que recebe o seu primeiro regulamento geral com uma ordenança de Filipe III o Astuto em 1278.

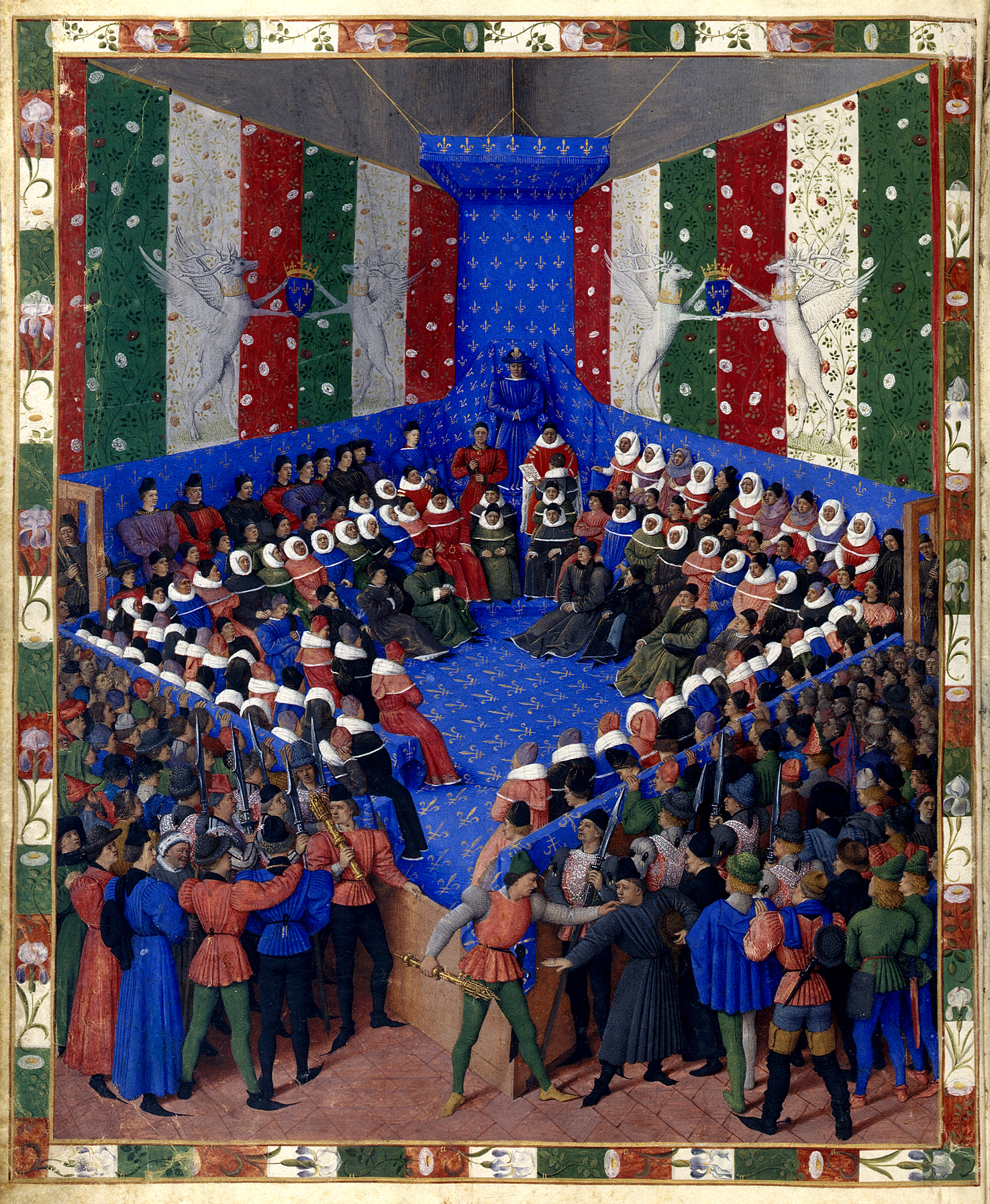
Lit de justice do rei Carlos VII em Vendôme em 1458.
Miniatura de Jean Fouquet no frontispício do Bocácio de Munique, em 1459-1460, Munique, Biblioteca Estadual da Baviera.

A partir do século XV, treze outros parlamentos foram erguidos a partir de instituições locais às vezes muito mais prestigiosas, como o Tabuleiro da Normandia, ou muito mais velhos, como os Estados de Provença, ou mesmo criado ex nihilo; no entanto, o de Paris, tribunal de justiça do Rei, último soberano, e assim de último recurso, tornou-se assim preeminente. Ele é conhecido simplesmente como "o Parlamento".

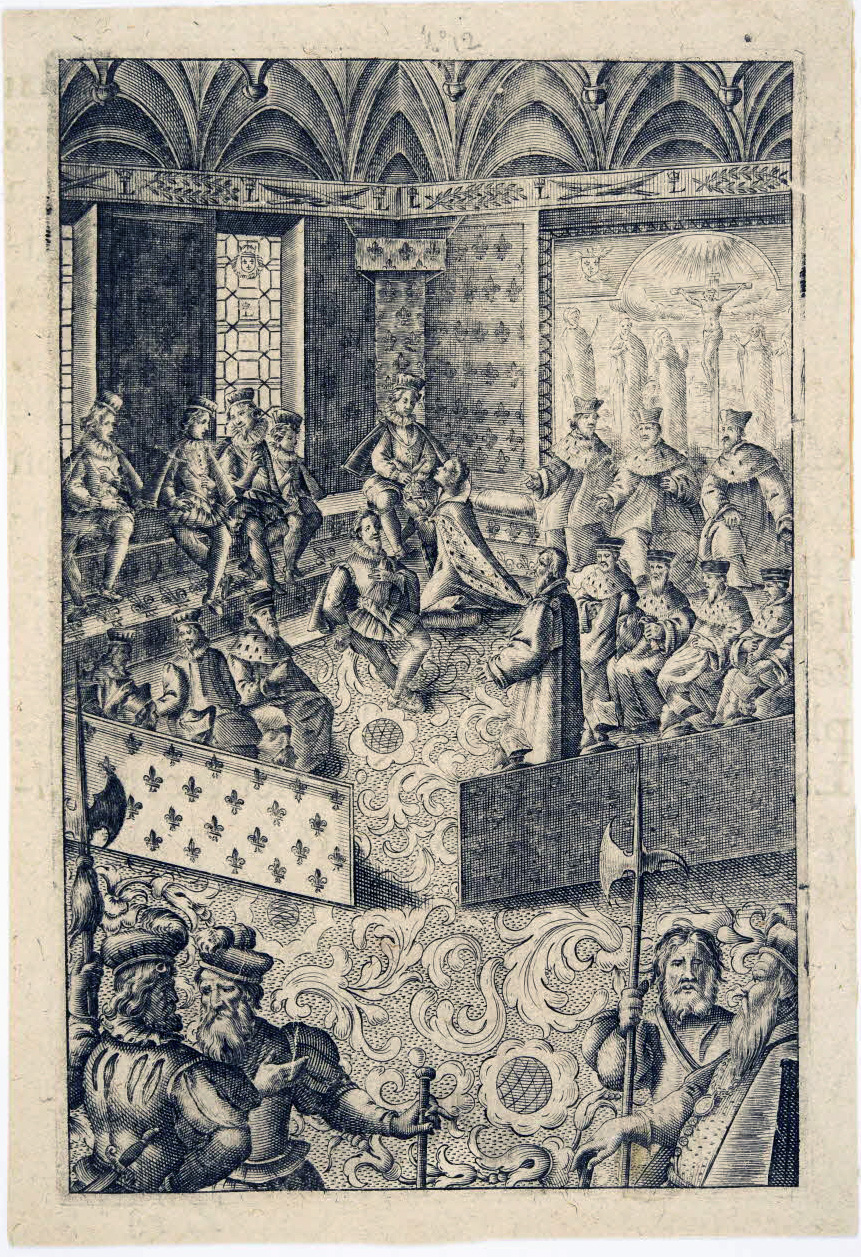
Lit de justice realizado por Luís XII após a morte de seu pai. Arquivos Nacionais AE-II-3890.

## Papel

### Atribuições judiciais
O Parlamento tem delegados de justiça, que lhe permite fazer suas decisões em nome do rei. Representando o rei ao mais alto nível nas suas prerrogativas judicial, ele gozou de uma competência estendida a todo o reino. Em 1278, foi também criado dentro do Parlamento de Paris uma seção encarregada de causas vindas "da terra, que é regida pelo direito escrito", isto é, o Midi da França.
O Parlamento foi um tribunal soberano, o que significa que as suas decisões não eram passíveis de recurso. Mas o rei podia presidir o tribunal, em modificar as frases, interromper um procedimento ou evocar um caso perante seu Conselho. A pedido de um litigante, apresentado por um dos mestres de solicitações do palácio, podia cassar o decreto por erro e remeter o processo para o tribunal para decidi-lo novamente; este procedimento é o ancestral da cassação.
O Parlamento considera que em primeira instância os processos eram relativos aos vassalos do rei. A partir de 1278, no entanto, a maioria destes casos são trazidos antes aos bailiados e os senescalados, e só os grandes senhores feudais ou aqueles que gozavam de um privilégio pessoal recebiam do rei relevante do Parlamento.
O Parlamento julgava em recurso das decisões dos tribunais reais inferiores (bailiados, prebostados) e os juízes senhoriais de seu recurso (quase a metade do reino).

### Atribuições não judiciais
O Parlamento mantinha poderes estritamente administrativos: supervisão de administradores locais, a participação na edição de certas ordenanças. O rei consultava com frequência em sua política, especialmente em tempos de crise, o convidava para participar de reformas judiciais ou administrativas de que ele implementava.
Para preencher as lacunas da lei ou para estabelecer as regras de procedimento aplicáveis antes, o Parlamento podia fazer decretos de regulamento.
Finalmente, desde o século XIV, tomou o hábito de guardar as ordenanças e éditos reais, o que os torna exequível nas decisões do Tribunal de justiça (esta formalidade equivalia em qualquer forma na publicação no Journal officiel). Este simples registro se transformou, pouco a pouco, em uma espécie de aprovação dada a vontade real; tanto assim que o edital teve força de lei somente quando o Parlamento o transcrevia em seus registros. Se o Parlamento julgava a lei que não era conforme aos interesses do Estado, ele tinha um direito de remonstrância, o que lhe permitia recusar a registrar e a apresentar observações ao rei. Existia três graus: a "remonstrância" propriamente dita, a "representação" e a mais simples, a letra. Para impor a sua vontade sobre o Parlamento, o rei pode emitir uma letra de jussão que ordenava expressamente o Parlamento de registrar. Se a assembleia obstinava mesmo por "remonstrâncias iterativas", o rei podia forçar o registro através da realização de um lit de justice. Entre 1673 e 1715, o direito de remonstrância dos Parlamentos foi limitado, de fato, por Luís XIV, que exigiu o registro de suas decisões perante o Parlamento para emitir eventuais remonstrâncias.

## Composição e organização

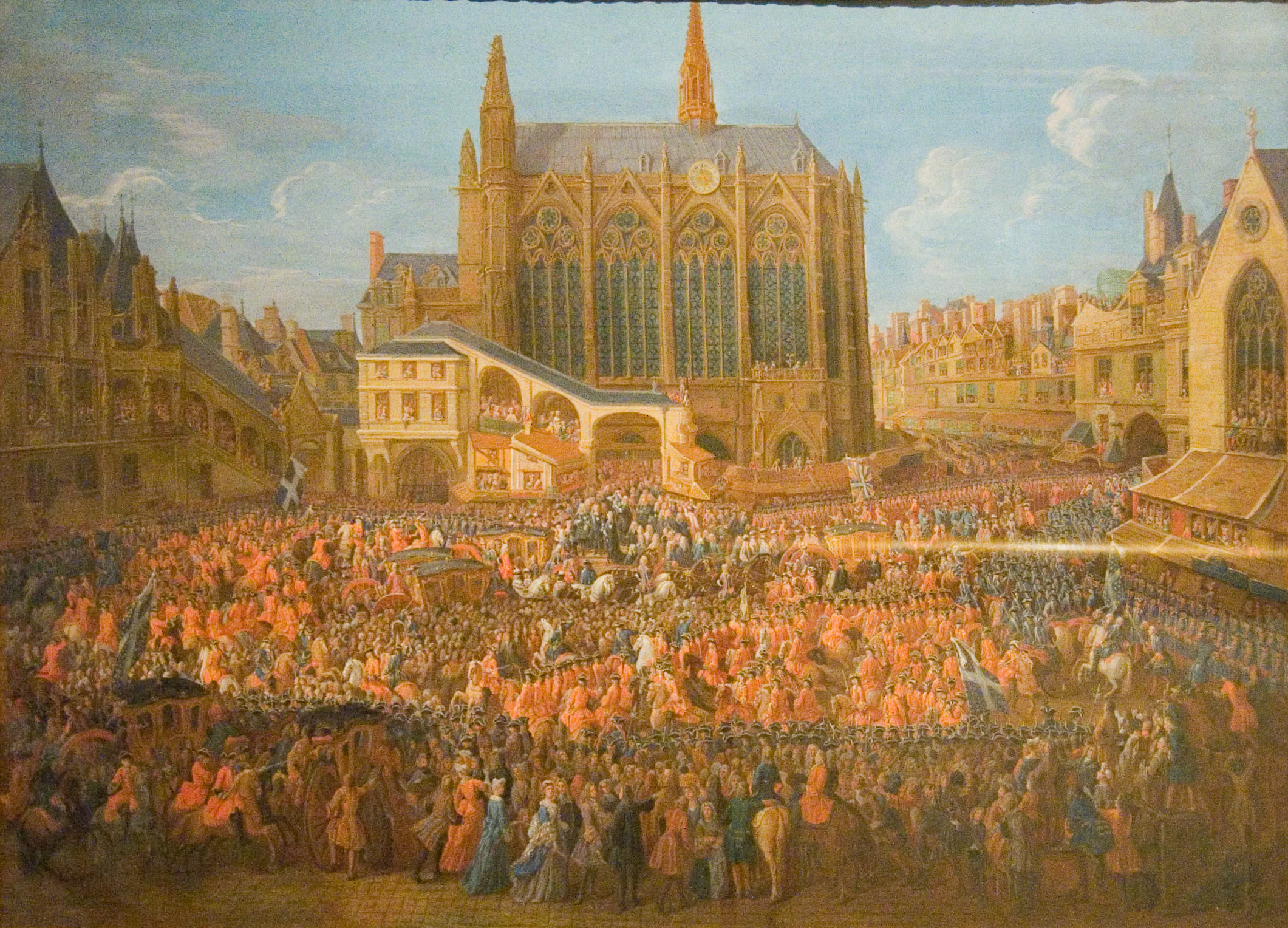
Luís XV saindo do lit de justice realizado no parlamento no dia 12 de setembro de 1715, por Pierre-Denis Martin.

Até o final do século XIII, o Parlamento era composto dos prelados e barões do reino, oficiais palatinos e agentes locais do rei, os oficiais de justiça, ou senescais, em torno de dirigentes, profissionais, mestres e conselheiros do Parlamento, recrutados, essencialmente, entre os legistas do Conselho do Rei. Progressivamente, estes últimos se sobrepunham a outras categorias de membros e asseguravam apenas o funcionamento do Parlamento.
A Chambre au Plaid (Sala do Tabuleiro), que em seguida se tornou a "Grand'Chambre" (Grande Câmara), era o coração do Parlamento. Ela julgava em apelação as sentenças dos tribunais inferiores, na sua jurisdição. Os casos de crime de lesa-majestade estavam sujeitos a ela, assim como os processos concernindo os pares, os apanágios, os parlamentares e de negócios da régio. No total em mais de uma centena de magistrados (primeiro presidente nomeado pelo rei, présidents à mortier, conselheiros) e os príncipes de sangue, duques e pares, que tinham particularmente lugar neste grande privilégio. O rei vinha para manter seus lits de justice. O Parlamento assentava "todas as câmaras de reuniões" para as decisões importantes.
Mas muito cedo, o parlamento se especializou em suas estruturas. A ordenança de 1278 distingue já várias câmaras. Se distingue além da Grande Câmara:
- as Chambres des Enquêtes (Câmaras das Investigações), encarregadas da inspeção judicial (eram apenas cinco no século XVI), onde cerca de setenta e cinco juízes ouviam os casos;
- a Chambre des Requêtes (Sala de Pedidos) (única exceto de 1580 a 1771), jurisdição carregada d julgar pessoas a receber cartas de Committimus (privilégio de jurisdição) e as organizações da igreja com letras de "guarda guardiã" com quinze juízes (presidente e conselheiros);
- a Chambre de la Tournelle (Câmara da Tournelle), ou câmara criminal, criada em 1515, encarregada dos negócios de grande criminalidade levando à pena de morte, a condenação às galés ou o banimento. Ela era composta de presidentes e conselheiros da Grand'Chambre em audiência por sua vez por seis meses;
- a Chambre de la Marée (Câmara da Maré), encarregada dos assuntos relativos ao comércio de peixe, tarefa importante em um país católico que pratica assiduamente o jejum da quaresma;
- o Parquet compunha de cerca de cinquenta pessoas, incluindo o procurador-geral e seus substitutos, advogados gerais, que recebe as suas ordens do rei e as decisões real para o registro. Se adjuntavam dois secretários, secretários judiciais assim como os oficiais de justiça.

Câmaras temporárias podiam vir se juntar a elas. Este é o caso da câmara ardente criada em 1679 para investigar o caso dos venenos.

Mapa dos Parlamentos em 1789.

Em 1590, Henrique IV criou um parlamento para rivalizar com o de Paris em Tours, onde ficavam os parlamentares que eram fiéis a ele. O Primeiro presidente Achille de Harlay se ingressou imediatamente. Com o Édito de Nantes, uma câmara do édito foi criada, para julgar da aplicação do édito.
Os litigantes eram representados por cerca de mil advogados e procuradores. O conjunto de funcionários, juízes, advogados, procuradores era chamado basoche.
O Parlamento de Paris renunciou em 7 de dezembro de 1770 depois de um conflito com o rei, e foi abolida em 1771 pelo chanceler Maupeou a qual foi substituída por seis conselhos superiores em Arras, Blois, Clermont, Lyon, Paris e Poitiers. As acusações foram removível e não-monetária, mas era difícil encontrar candidatos. Seu advento em 1774, Luís XVI restabeleceu o parlamento de Paris, que foi capaz de retomar a sua oposição ao absolutismo, alegando defender os interesses dos privilegiados e o bloqueio de reformas, incluindo o plano Calonne.
O Parlamento de Paris foi exilado três vezes em Pontoise: em 1652, em 1720 e em 1753. Na Idade Média, ele foi exilado em Poitiers de 1418 a 1436 por causa da guerra civil entre Armagnacs e Borguinhões e da tomada de Paris por João sem Medo, duque da Borgonha.

## Grandes casos

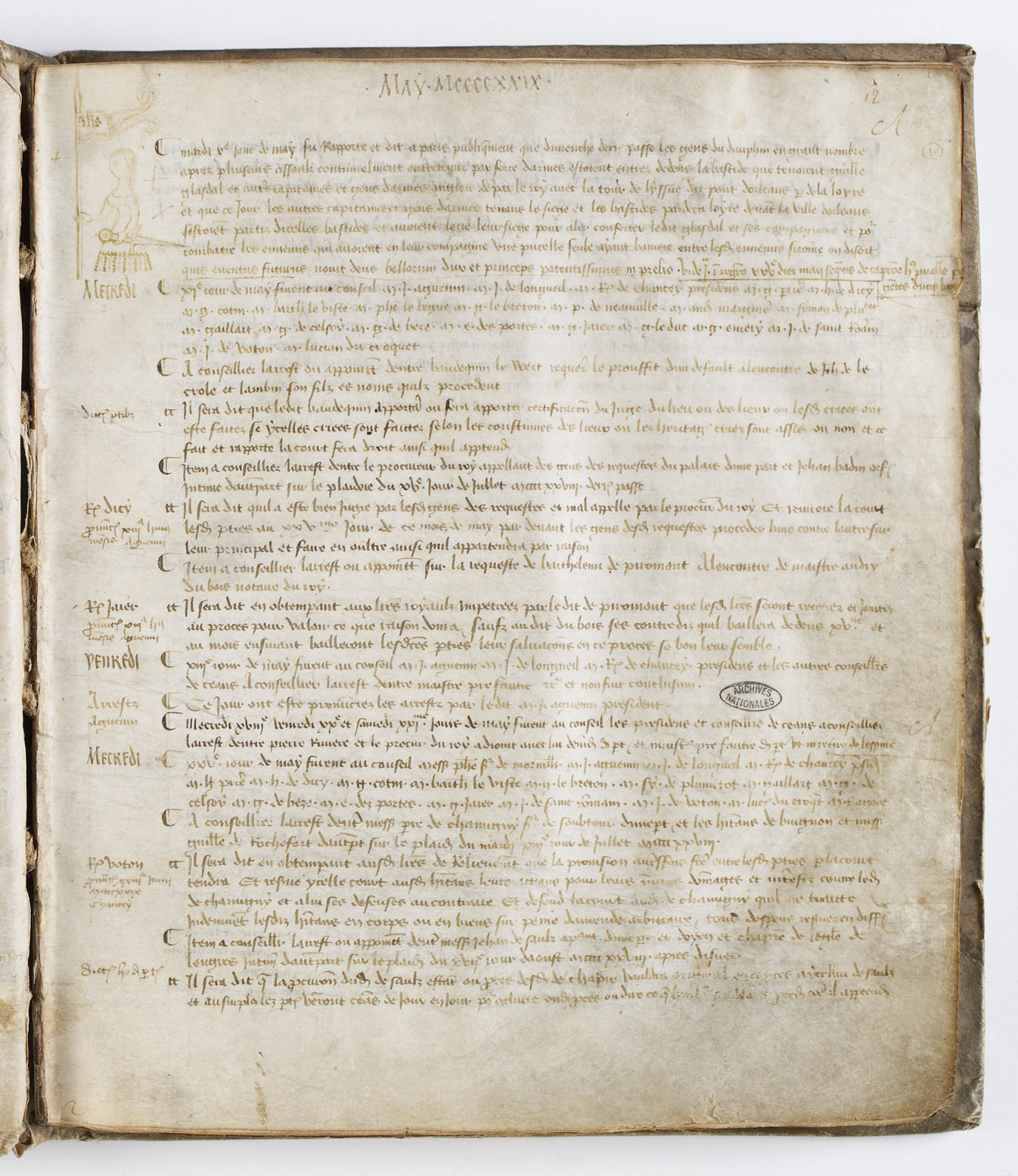
Registro do Parlamento de Paris (por volta de 1430).

- No século XVII e no século XVIII: apoio aos jansenistas.
- 1418-1436: translação do Parlamento a Poitiers e cissão do Parlamento.
- 1589-1594: translação do Parlamento a Tours e cissão do Parlamento.
- 1594: luta secular contra os jesuítas que resulta em sua expulsão como em 1764.
- 1643: cassação do testamento de Luís XIII para dar a regência a Ana da Áustria.
- 1648-1649: Fronda parlamentar.
- 1652: translação do Parlamento a Pontoise e e cissão do tribunal.
- 1680: caso dos venenos onde foi comprometida a marquesa de Montespan.
- A partir de 1713: luta contra a bula Unigenitus do papa Clemente XI.
- 2 de setembro de 1715: cassação do testamento de Luís XIV para dar a regência a Filipe de Orleans.[3]
- Em maio de 1720, o Parlamento de Paris e os assinantes do sistema de Law se revoltam[4] contra o édito de 21 de maio de 1720 que ordenou a redução para 5 000 livres por etapas das ações da Companhia do Mississippi, que foi cancelada em 27 de maio.
- 1749-1758: caso do Hôpital général. Para poder manter o poder no hospital geral onde o arcebispo de Paris nomeou um superior contra o conselho dos diretores próximos do Parlamento, o Parlamento organiza uma verdadeira rebelião que só terminará com o atentado de Damiens.
- 1753: translação da Grand Chambre do Parlamento a Pontoise; dispersão e exílio dos magistrados das outras câmaras na província; finalmente exílio dos magistrados da Grand Chambre em Soissons (até o outono de 1754).
- 1764: luta secular contra os jesuítas que resulta em sua expulsão como em 1594.
- De 22 de maio a 30 de maio de 1786: julgamento do cardeal de Rohan e dos réus do caso do colar da rainha.
- 1787: translação do Parlamento de Paris a Troyes.